# Molophilus (Molophilus) sigma
Molophilus (Molophilus) sigma is een tweevleugelige uit de familie steltmuggen (Limoniidae). De soort komt voor in het Australaziatisch gebied.